# Psychrophrynella
Psychrophrynella is een geslacht van kikkers uit de familie Strabomantidae.
De groep werd voor het eerst wetenschappelijk beschreven door Stephen Blair Hedges, William Edward Duellman en Matthew P. Heinicke. Het geslacht is pas in 2008 erkend en werd daarvoor niet in de literatuur gebruikt. Er zijn vijf soorten, waarvan er enkele zeer recentelijk zijn beschreven zoals Psychrophrynella vilcabambensis in 2020.
Alle soorten komen voor in Zuid-Amerika; in Bolivia en Peru, en zijn alleen bekend van hooggelegen gebieden op een hoogte van 1830 tot 4190 meter boven zeeniveau.

## Soorten
- Soort Psychrophrynella bagrecito (Lynch, 1986)
- Soort Psychrophrynella chirihampatu Catenazzi and Ttito, 2016
- Soort Pscyhrophrynella glauca Catenazzi and Ttito, 2016
- Soort Psychrophrynella usurpator De la Riva, Chaparro, and Padial, 2008
- Soort Psychrophrynella vilcabambensis Condori, Acevedo-Rincón, Mamani, Delgado C. & Chaparro, 2020

Bahius ·
Barycholos ·
Bryophryne ·
Euparkerella ·
Holoaden ·
Microkayla ·
Noblella ·
Psychrophrynella ·
Qosqophryne